# Champions Cup and the Evert Cup 1997
Il Champions Cup and the Evert Cup 1997, conosciuto anche con il nome di Newsweek Champions Cup and the Evert Cup 1997 è stato un torneo di tennis giocato sul cemento. È stata la 24ª edizione del Torneo di Indian Wells, che fa parte della categoria ATP Super 9 nell'ambito dell'ATP Tour 1997 e della Tier I nell'ambito del WTA Tour 1997. Sia il torneo maschile che quello femminile si sono giocati nell'impianto per il tennis del Grand Champions Hotel di Indian Wells, in California, dal 10 al 25 marzo 1997.

## Campioni

### Singolare maschile
Michael Chang ha battuto in finale  Bohdan Ulihrach con il punteggio di 4–6, 6–3, 6–4, 6–3

### Singolare femminile
Lindsay Davenport ha battuto in finale  Irina Spîrlea con il punteggio di 6–2, 6–1

### Doppio maschile
Mark Knowles /  Daniel Nestor hanno battuto in finale  Mark Philippoussis  Patrick Rafter con il punteggio di 7–5, 6–4

### Doppio femminile
Lindsay Davenport /  Nataša Zvereva hanno battuto in finale  Lisa Raymond /  Nathalie Tauziat con il punteggio di 7–5, 6–2